# 2018년 6월 죽음
다음은 2018년 6월에 사망한 저명한 인물 목록이다.
- 6월 2일 - 미국의 생화학자 폴 D. 보이어
- 6월 5일 - 미국의 패션디자이너 케이트 스페이드
- 6월 6일
  - 미국의 야구선수 레드 쇼인딘스트
  - 우크라이나의 영화감독 키라 무라토바
- 6월 8일 - 미국의 요리사 앤서니 보데인
- 6월 9일 - 대한민국의 변호사 최영도
- 6월 10일 - 대한민국의 법조인 정태균
- 6월 13일
  - 미국의 역도선수 찰스 빈시
  - 미국의 드러머 D. J. 폰타나
- 6월 17일
  - 대한민국의 개그맨 김태호
  - 중화인민공화국의 정치인 조남기
- 6월 18일 - 미국의 가수 XXX텐타시온
- 6월 20일 - 오스트레일리아의 골프선수 피터 톰슨
- 6월 21일 - 미국의 칼럼니스트이자 평론가 찰스 크라우트해머
- 6월 22일 - 헝가리의 정치인 네르시 레죄
- 6월 23일 - 대한민국의 정치인 김종필
- 6월 27일
  - 대한민국의 정치인 최돈웅
  - 미국의 가수 조지프 잭슨
  - 미국의 소설가 할런 엘리슨
- 6월 29일
  - 폴란드의 육상선수 이레나 셰빈스카
  - 스웨덴의 약리학자 아르비드 칼손
  - 미국의 만화가 스티브 딧코